# سبزجامه تیره
سبزجامه تیره (نام علمی: Chlorospingus semifuscus) یا فرخنده بیشه تیره گونه‌ای از پرندگان است که به‌طور سنتی در تیرهٔ فرخندگان (Thraupidae) جای می‌گیرد، اما اکنون به عنوان گنجشک‌های زیتونی (Arremonops) نزدیک‌تر در تیرهٔ گنجشکان جهان جدید (Passerellidae) دیده می‌شود.
در کلمبیا و اکوادور یافت می‌شود. زیستگاه طبیعی آن جنگل‌های کوهستانی نمناک نیمه‌گرمسیری یا گرمسیری است.